# ジ・アントラーズ
ジ・アントラーズ (The Antlers) は、アメリカ・ブルックリン、ニューヨーク出身のインディー・ロックバンド。

## 来歴

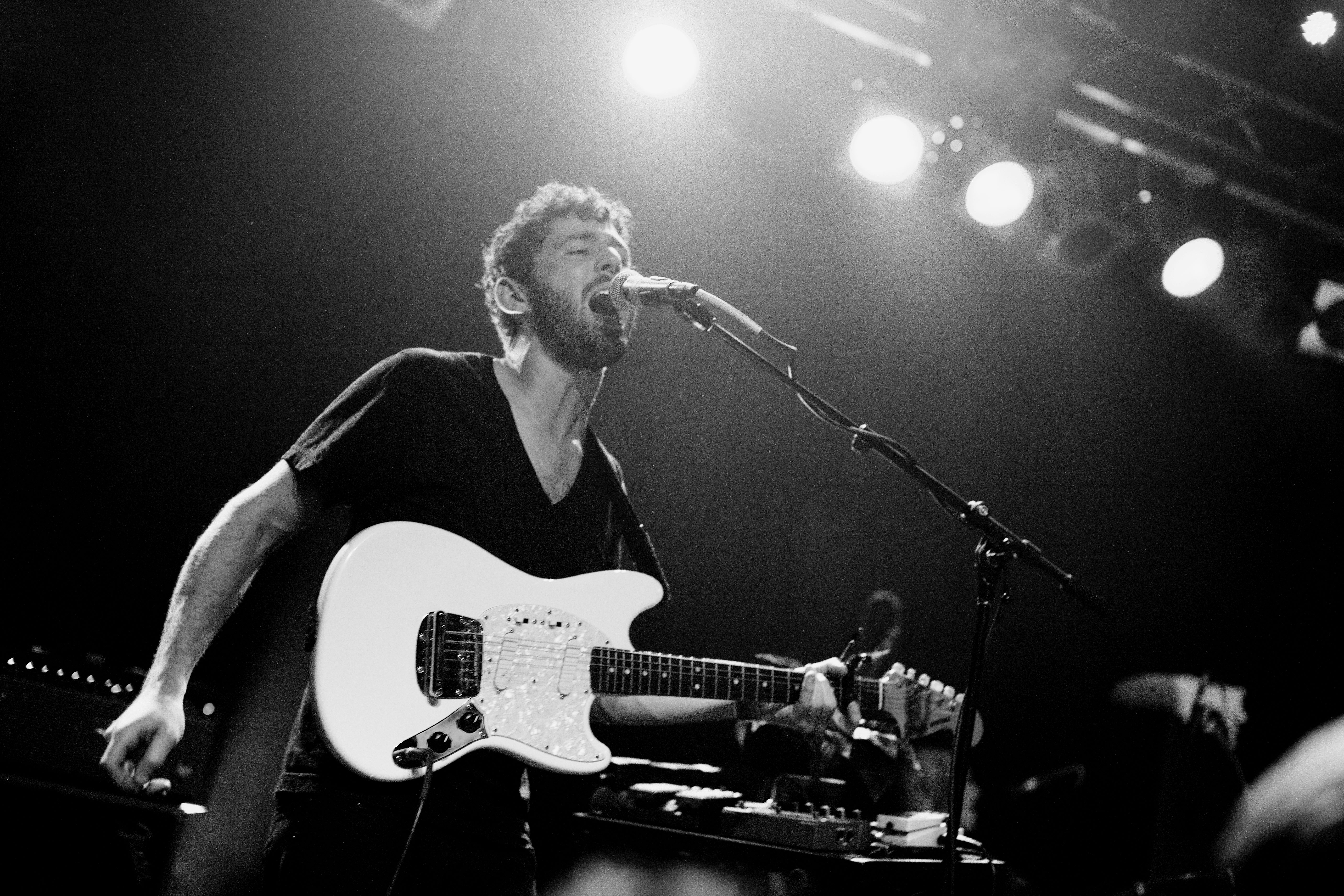
The Antlers（2010年）

ジ・アントラーズはヴォーカル・ギターのPeter Silbermanのソロプロジェクトとしてスタートした。
2006年、1stアルバム『Uprooted』を自主リリース。
2007年、2ndアルバム『In the Attic of the Universe』をFall Recordsからリリース。このアルバムの後、他のバンドメンバーを迎えている。
2009年、3rdアルバム『Hospice』をフレンチキス・レコーズからリリース。
2011年、4thアルバム『Burst Apart』をリリース。
2012年、EP『Undersea』をアンタイ・レコードからリリース。
2014年、5thアルバム『Familiars』をリリース。

## メンバー
現在のメンバー
- Peter Silberman – ボーカル、ギター (2006–)
- Michael Lerner – ドラムス、パーカッション (2007–)

過去のメンバー
- Darby Cicci – キーボード、トランペット (2007–2019)
- Justin Stivers – ベース (2007-2008)
- Nicholas Shelestak – シンセサイザー、ギター (2007)

## ディスコグラフィ
スタジオ・アルバム
- Uprooted (2006年、自主リリース)
- In the Attic of the Universe (2007年11月6日、Fall)
- Hospice (2009年、Frenchkiss)
- Burst Apart (2011年、Frenchkiss / Transgressive)
- Familiars (2014年、ANTI-)

## 来日公演
- 2011年
  - 1月31日 東京 渋谷CLUB QUATTRO
  - 2月2日 大阪 心斎橋CLUB QUATTRO